# ان‌جی‌سی ۵۰۷۸
ان‌جی‌سی ۵۰۷۸(به انگلیسی: NGC 5078) یک کهکشان مارپیچی در صورت فلکی مار باریک است. و ساختار آن شبیه ان‌جی‌سی ۵۷۴۶ بوده و ۹۴ میلیون سال نوری از زمین فاصله دارد.